# جان مارك تشانيليت
جان مارك تشانيليت (بالفرنسية: Jean-Marc Chanelet)‏ (23 يوليو 1968 في باريس) لاعب كرة قدم فرنسي معتزل كان يجيد اللعب في خط الدفاع .
سبق له اللعب في أندية إستر، نيم، نانت ، ليون ، وغرونوبل من 1989 إلى 2005 .
مع نادي نانت حقق بطولة كأس فرنسا مرتين 1999 و2000 . مع نادي ليون حقق بطولة دوري الدرجة الأولى مرتين 2002 و2003 وبطولة كأس الدوري الفرنسي سنة 2001 وبطولة كأس الأبطال الفرنسي 3 مرات سنوات 2000 ، 2002 ، و2003 .

## روابط خارجية
- جان مارك تشانيليت على موقع رابطة كرة القدم الفرنسية للمحترفين (الإنجليزية)
- جان مارك تشانيليت على موقع قاعدة بيانات كرة القدم.إي يو (الإنجليزية)
- جان مارك تشانيليت على موقع ليكيب (الفرنسية)
- جان مارك تشانيليت على موقع عالم كرة القدم.نت (الإنجليزية)